# Neuwied
Neuwied este o localitate în districtul rural Neuwied, landul Renania-Palatinat, Germania.

## Personalități născute aici
- Johannes Baptista von Albertini (1769 - 1831), teolog, om de știință;
- Anna-Lena Friedsam (n. 1994), jucătoare de tenis.